# Meromyza pratorum
Meromyza pratorum är en tvåvingeart som beskrevs av Johann Wilhelm Meigen 1830. Meromyza pratorum ingår i släktet Meromyza och familjen fritflugor. Arten är reproducerande i Sverige. Inga underarter finns listade i Catalogue of Life.